# The Dance
The Dance je prvi EP nizozemskog simfonijskog metal sastava Within Temptation, objavljen 1998. Izašao je nakon singla "Restless" i albuma Enter. Na albumu se nalaze i pjesme "Candles" i "Pearls of Light" čije se originalne verzije nalaze na albumu Enter.

## Popis pjesama
1. "The Dance" - 5:02
2. "Another Day" - 5:44
3. "The Other Half (of Me)" - 4:49
4. "Restless" (Remix) - 3:31
5. "Candles & Pearls of Light" (Remix) - 9:02